# Francesco Caetani
Francesco Caetani, VIII duca di Sermoneta, ex uxore principe di Caserta (Napoli, 11 marzo 1594 – Roma, 9 ottobre 1683), è stato un generale e politico italiano.

## Biografia
Nato da un ramo della nobile famiglia romana dei Caetani, Francesco era figlio di Filippo Caetani, VII duca di Sermoneta e di sua moglie, Camilla Caetani d'Aragona dei duchi di Traetto. Venne inviato in Spagna all'età di 10 anni presso il tutore suo zio, il cardinale Antonio Caetani, venendo integrato a corte col titolo di paggio e rimanendovi sino al 1626, per poi divenire gentiluomo di camera del re Filippo IV.
Nominato viceré di Valencia nel 1660, non riuscì ad occupare il posto perché venne subito trasferito al governo del Ducato di Milano dal marzo di quello stesso anno, rimanendo in carica sino al settembre del 1662. Il 24 settembre 1662 venne nominato viceré di Sicilia, ove rimase sino al 9 aprile 1667.

## Matrimonio e figli
Francesco IV Caetani sposò in prime nozze a Caserta, il 3 dicembre 1612, la principessa Anna Acquaviva d'Aragona, figlia del principe di Caserta Andrea Matteo IV e della contessa Isabella Caracciolo; la coppia ebbe tre figli:
- Filippo II Caetani (29 maggio 1620 - 4 dicembre 1687), dal 1659 IV principe di Caserta per successione della madre. Il 1º aprile 1642 sposò in prime nozze la principessa Cornelia d'Aquino, figlia di Cesare, principe di Castiglione e di Laura d'Aquino dei principi di Santo Mango; nel 1646, a causa della morte della prima moglie, sposò in seconde nozze la principessa Francesca de' Medici, figlia di Ottaviano, principe di Ottajano e di Diana Caracciolo; nel settembre del 1652 si risposò una terza volta a Palermo con la principessa Topazia Gaetani, figlia di Pietro, marchese di Sortino e principe di Cassaro e di Antonia Saccano Naselli.
- Maria Isabella Caetani, (1622 - 18 febbraio 1691), avviata nella Congregazione di Santa Francesca Romana a Tor de' Specchi.
- Andrea Matteo Caetani, (31 luglio 1622 - 8 settembre 1648), abate commendatario dei SS. Pietro e Stefano di Valvisciolo.

Francesco Caetani si risposò in seconde nozze nel 1661 con la nobildonna spagnola Leonor Mencía Pimentel Moscoso y Toledo (1613-1685), figlia del marchese Antonio Pimentel Enríquez de Guzmán y Toledo, IV marchese di Távara (?-1627), ministro del re di Spagna Filippo IV, viceré di Valencia (1618-1622) e di Sicilia (1626-1627), e della consorte di questi Isabel de Moscoso y Sandoval.

## Albero genealogico
|                                             |                                                 |                                             | Genitori                                           |  |  | Nonni |  |  | Bisnonni                                |  |  | Trisnonni                              |  |
|                                             |                                                 |                                             |                                                    |  |  |       |  |  | Bonifacio Caetani, IV duca di Sermoneta |  |  | Camillo Caetani, III duca di Sermoneta |  |
|                                             |                                                 |                                             |                                                    |  |  |       |  |  | Bonifacio Caetani, IV duca di Sermoneta |  |  | Camillo Caetani, III duca di Sermoneta |  |
|                                             |                                                 | Beatrice Caetani d'Aragona                  |                                                    |  |  |       |  |  | Bonifacio Caetani, IV duca di Sermoneta |  |  |                                        |  |
| Onorato Caetani, V duca di Sermoneta        |                                                 |                                             |                                                    |  |  |       |  |  | Bonifacio Caetani, IV duca di Sermoneta |  |  |                                        |  |
|                                             |                                                 | Caterina Pio di Savoia                      | Alberto III Pio di Savoia, signore di Carpi        |  |  |       |  |  |                                         |  |  |                                        |  |
|                                             |                                                 | Caterina Pio di Savoia                      | Alberto III Pio di Savoia, signore di Carpi        |  |  |       |  |  |                                         |  |  |                                        |  |
|                                             |                                                 | Caterina Pio di Savoia                      | Cecilia Orsini di Monterotondo                     |  |  |       |  |  |                                         |  |  |                                        |  |
| Filippo Caetani, VII duca di Sermoneta      |                                                 | Caterina Pio di Savoia                      |                                                    |  |  |       |  |  |                                         |  |  |                                        |  |
|                                             |                                                 | Ascanio I Colonna, II duca di Paliano       | Fabrizio I Colonna, I duca di Paliano              |  |  |       |  |  |                                         |  |  |                                        |  |
|                                             |                                                 | Ascanio I Colonna, II duca di Paliano       | Fabrizio I Colonna, I duca di Paliano              |  |  |       |  |  |                                         |  |  |                                        |  |
|                                             |                                                 | Ascanio I Colonna, II duca di Paliano       | Agnese di Montefeltro                              |  |  |       |  |  |                                         |  |  |                                        |  |
| Agnesina Colonna                            |                                                 | Ascanio I Colonna, II duca di Paliano       |                                                    |  |  |       |  |  |                                         |  |  |                                        |  |
|                                             |                                                 | Giovanna d'Aragona                          | Ferdinando d'Aragona, duca di Montalto             |  |  |       |  |  |                                         |  |  |                                        |  |
|                                             |                                                 | Giovanna d'Aragona                          | Ferdinando d'Aragona, duca di Montalto             |  |  |       |  |  |                                         |  |  |                                        |  |
|                                             |                                                 | Giovanna d'Aragona                          | Castellana de Cardona                              |  |  |       |  |  |                                         |  |  |                                        |  |
| Francesco Caetani, VIII duca di Sermoneta   |                                                 | Giovanna d'Aragona                          |                                                    |  |  |       |  |  |                                         |  |  |                                        |  |
|                                             | Scipione Caetani d'Aragona, III duca di Traetto | Luigi Caetani d'Aragona, II duca di Traetto |                                                    |  |  |       |  |  |                                         |  |  |                                        |  |
|                                             | Scipione Caetani d'Aragona, III duca di Traetto | Luigi Caetani d'Aragona, II duca di Traetto |                                                    |  |  |       |  |  |                                         |  |  |                                        |  |
|                                             | Scipione Caetani d'Aragona, III duca di Traetto | Lucrezia di Montalto                        |                                                    |  |  |       |  |  |                                         |  |  |                                        |  |
| Luigi Caetani d'Aragona, IV duca di Traetto | Scipione Caetani d'Aragona, III duca di Traetto |                                             |                                                    |  |  |       |  |  |                                         |  |  |                                        |  |
|                                             |                                                 | Camilla Zurlo                               | Giacomo Zurlo                                      |  |  |       |  |  |                                         |  |  |                                        |  |
|                                             |                                                 | Camilla Zurlo                               | Giacomo Zurlo                                      |  |  |       |  |  |                                         |  |  |                                        |  |
|                                             |                                                 | Camilla Zurlo                               | Cassandra di Capua                                 |  |  |       |  |  |                                         |  |  |                                        |  |
| Camilla Caetani d'Aragona                   |                                                 | Camilla Zurlo                               |                                                    |  |  |       |  |  |                                         |  |  |                                        |  |
|                                             |                                                 | Fabrizio Carafa della Stadera               | Antonio Carafa della Stadera, I duca di Mondragone |  |  |       |  |  |                                         |  |  |                                        |  |
|                                             |                                                 | Fabrizio Carafa della Stadera               | Antonio Carafa della Stadera, I duca di Mondragone |  |  |       |  |  |                                         |  |  |                                        |  |
|                                             |                                                 | Fabrizio Carafa della Stadera               | Ippolita di Capua                                  |  |  |       |  |  |                                         |  |  |                                        |  |
| Cornelia Carafa della Stadera               |                                                 | Fabrizio Carafa della Stadera               |                                                    |  |  |       |  |  |                                         |  |  |                                        |  |
|                                             |                                                 | Girolama Carafa                             | Giovanni Tommaso Carafa, IV conte di Cerreto       |  |  |       |  |  |                                         |  |  |                                        |  |
|                                             |                                                 | Girolama Carafa                             | Giovanni Tommaso Carafa, IV conte di Cerreto       |  |  |       |  |  |                                         |  |  |                                        |  |
|                                             |                                                 | Girolama Carafa                             | Dianora Caracciolo                                 |  |  |       |  |  |                                         |  |  |                                        |  |
|                                             |                                                 | Girolama Carafa                             |                                                    |  |  |       |  |  |                                         |  |  |                                        |  |